# Hilding Forssman
Per Hilding Forssman, född den 14 juni 1886 i Sala, död den 13 augusti 1964 i Stockholm, var en svensk jurist. Han var son till Carl August Forssman.
Forssman avlade juris kandidatexamen i Uppsala 1909. Han blev extra ordinarie notarie i Svea hovrätt samma år, tillförordnad fiskal i Svea hovrätt 1915, assessor 1917 (extra ordinarie 1916), tillförordnad revisionssekreterare 1919, fiskal 1920, hovrättsråd 1923 och revisionssekreterare 1928. Forssman var sekreterare i första särskilda utskottet vid 1926 års riksdag, sekreterare hos sakkunniga för överarbetning av lagförslag angående lapparnas renskötsel med mera 1926, sakkunnig för fortsatt behandling av revisionen av stadsplanelagstiftningen 1929, ordförande i apotekens löne- och skiljenämnd 1926–1928, ersättare i arbetsdomstolen 1929, justitieombudsmannens suppleant och efterträdare 1930–1931, föreståndare för lantmäteriundervisningen 1930–1931. Han var justitieråd 1931–1953 och avdelningsordförande i Högsta domstolen 1948–1953. Forssman blev ordförande i riksvärderingsnämnden 1936, i styrelsen för Stockholms sjukhem 1937, i sällskapet Pro Patria 1948, i Sveriges allmänna sjöfartsförening 1950, i styrelsen för livförsäkringsbolaget Valand 1955 och i Sveriges automobilhandlarförbund 1954. Han blev kommendör med stora korset av Nordstjärneorden 1940.